# Mel Tormé
Melvin Howard Tormé (13 de septiembre de 1925 - 5 de junio de 1999), apodado The Velvet Fog, fue un músico estadounidense, uno de los grandes cantantes de jazz. También fue compositor de jazz, arreglista, baterista, actor de radio, cine y televisión, y autor de cinco libros.

## Biografía
Tormé nació en Chicago, Illinois, hijo de William David Tormé, inmigrante judío procedente de Polonia, y de Betty Tormé (de soltera Sopkin), natural de Nueva York. Se graduó en el Hyde Park High School. Niño prodigio, actuó profesionalmente por primera vez a los cuatro años con la Coon-Sanders Orchestra, cantando «You're Driving Me Crazy» en el restaurante Blackhawk de Chicago.
Tocó la batería en el cuerpo de tambores y coros de la Escuela Primaria Shakespeare. De 1933 a 1941, actuó en los programas de radio The Romance of Helen Trent y Jack Armstrong, the All-American Boy. Escribió su primera canción a los 13 años. Tres años más tarde, su primera canción publicada, «Lament to Love», se convirtió en un éxito para el director de orquesta Harry James. En esa época cantaba, arreglaba y tocaba la batería en una banda liderada por Chico Marx, uno de los Hermanos Marx. Su educación formal finalizó en 1944 con su graduación en la Hyde Park Career Academy de Chicago.

## Trayectoria
En 1943 Tormé debutó en el cine con la primera película de Frank Sinatra, el musical Higher and Higher. A lo largo de su carrera cantó y actuó en numerosos filmes y episodios televisivos, incluso presentando su propio show televisivo en 1951–52. Su actuación en el film musical de 1947 Good News le convirtió durante años en un ídolo de los adolescentes.
En ese año también formó el quinteto vocal "Mel Tormé and His Mel-Tones" inspirado en los The Pied Pipers de Frank Sinatra. The Mel-Tones, incluía en su formación a cantantes como Les Baxter y Ginny O'Connor y obtuvieron varios éxitos, entre ellos, la versión del tema de Cole Porter "What Is This Thing Called Love?". The Mel-Tones fueron unos de los primeros grupos vocales influenciados por el jazz, abriendo un camino seguido más adelante por The Hi-Lo's, The Four Freshmen, y  Manhattan Transfer.
En 1947, Tormé actuó solo. Su canto en el club neoyorquino Copacabana hizo que un disc jockey local, Fred Robbins, le diera el apodo de "The Velvet Fog", el cual Tormé detestaba. Como solista grabó varios éxitos románticos para Decca Records (1945). Con la orquesta de Artie Shaw grabó para el sello Musicraft Records (1946–48). En 1949 se pasó a Capitol Records, donde su primera grabación, "Careless Hands," fue su único número uno de las listas. Sus versiones de "Again" y "Blue Moon" se convirtieron en melodías características. Su composición "California Suite" facilitó que el disco de Gordon Jenkins "Manhattan Tower" fuera el primer LP de Capitol.
Entre 1955 y 1957 Tormé grabó siete álbumes de jazz vocal para Bethlehem Records, todos con grupos liderados por Marty Paich, destacando Mel Tormé with the Marty Paich Dektette. Estas grabaciones fueron un éxito creativo, tanto para Tormé como para Paich.
Cuando el rock and roll llegó en la década de 1950, el éxito comercial se hizo elusivo. Durante las siguientes dos décadas, Tormé a menudo grababa arreglos mediocres de las melodías pop del momento, sin trabajar específicamente para sello alguno. A veces tuvo que ganarse la vida actuando en clubes. Tuvo dos éxitos menores, su grabación de 1956 de "Mountain Greenery," y su tema de Rhythm and blues de 1962 "Comin' Home, Baby," arreglado por Claus Ogerman. La segunda de las grabaciones hizo que la cantante de jazz y gospel Ethel Waters dijera que "Tormé es el único blanco que canta con el alma de un negro." 
En 1960 actuó junto a Don Dubbins en el episodio "The Junket", en la serie televisiva de la NBC Dan Raven, protagonizada por Skip Homeier.
En 1963–64, Tormé escribió canciones y arreglos musicales para The Judy Garland Show, y actuó en dos ocasiones como artista invitado en el programa. Sin embargo, ambos discutieron, y él fue despedido de la serie, la cual fue cancelada por la CBS poco después.
Entre los libros que escribió Mel Tormé se incluyen "Wynner" (1979), "It Wasn't All Velvet" (1988) y "My Singing Teachers Reflections on Singing Popular Music" (1994).
Tormé hizo amistad con el percusionista Buddy Rich el día en que Rich dejó el ejército en 1942. Rich aparecía en el libro de Tormé Traps—The Drum Wonder: The Life of Buddy Rich (1987).

### Carrera posterior
El resurgir del jazz vocal en la década de 1970 resultó en otro fértil período para Tormé, cuyas actuaciones en directo en los años sesenta y setenta le dieron una creciente reputación como cantante de jazz. Llegó a actuar hasta 200 veces en un año. En 1976 ganó un Premio Edison (equivalente holandés del Grammy) y un Premio Downbeat al mejor cantante masculino. 
A partir de 1982, Tormé grabó varios álbumes con Concord Records, incluyendo:
- Cinco discos con el pianista George Shearing;
- Un trabajo de big band con Rob McConnell y su orquesta Boss Brass;
- Una grabación en directo con Marty Paich en Tokio y un disco de estudio.

Además, en los años 80 a menudo actuaba junto al pianista John Colianni. 
Tormé actuó en nueve ocasiones como él mismo en la serie televisiva de la década de 1980 Juzgado de guardia, cuyo principal personaje, el Juez Harry Stone (interpretado por Harry Anderson), era un fan de Tormé (admiración que Anderson compartía en la vida real). En 1988, prestó su voz cantante al mismísimo Pato Lucas en una escena del especial televisivo animado "The Night of the Living Duck".
A mediados de los 90 Tormé se dio a conocer por los integrantes de la Generación X interviniendo en comerciales de Mountain Dew y en un episodio de la serie Seinfeld, en el cual dedicaba una canción al personaje Cosmo Kramer. Tormé también grabó una versión del tema de Nat King Cole "Straighten up and Fly Right" con su hijo, el cantante Steve March Tormé.
Así mismo Tormé trabajó con su otro hijo, el guionista y productor televisivo Tracy Tormé, en un episodio de la serie de Tracy, Sliders.
En febrero de 1999, Tormé fue galardonado con el Grammy a una vida dedicada al mundo de la música. El 8 de agosto de 1996 sufrió un accidente cerebrovascular, finalizando su carrera abruptamente a causa del mismo. En 1999 sufrió otro ictus, falleciendo a causa del mismo. Su muerte tuvo lugar en Los Ángeles, California.

### Compositor
Tormé escribió más de 250 canciones, muchas de las cuales llegaron a ser clásicos de jazz. Además solía escribir los arreglos de sus canciones. Colaboró a menudo con Robert Wells, siendo el tema más conocido de ambos "The Christmas Song". La canción fue grabada en primer lugar por Nat King Cole. 

### Obras
- The Other Side of the Rainbow (1970), acerca de su época como asesor musical del programa televisivo de Judy Garland
- Wynner (1978), una novela
- It Wasn't All Velvet (1988), autobiografía
- Traps—The Drum Wonder—The Life of Buddy Rich (1991)
- My Singing Teachers Reflections on Singing Popular Music (1994)

### Filmografía
- Higher and Higher (1943)
- Ghost Catchers (1944)
- Pardon My Rhythm (1944)
- Resisting Enemy Interrogation (1944) (documental)
- Let's Go Steady (1945)
- Junior Miss (1945)
- The Crimson Canary (1945)
- Janie Gets Married (1946)
- Good News (1947)
- Words and Music (1948)
- Duchess of Idaho (1950)
- The Fearmakers (1958)
- The Big Operator (1959)
- Girls Town (1959)
- Walk Like a Dragon (1960)
- The Private Lives of Adam and Eve (1960)
- The Patsy (1964) (Cameo)
- A Man Called Adam (1966) (Cameo)
- Land of No Return (1978)
- Artie Shaw: Time Is All You've Got (1985) (documental)
- The Night of the Living Duck (1988) (corto) (voz)
- Daffy Duck's Quackbusters (1988) (voz)
- The Naked Gun 2½: The Smell of Fear (1991) (Cameo)

### Trabajo televisivo
- The Mel Tormé Show (1951–1952)
- TV's Top Tunes (presentador en 1951)
- Summertime U.S.A. (1953)
- The Comedian (1957) (drama escrito por Rod Serling y dirigido por John Frankenheimer)
- It Was a Very Good Year (1971)
- Pray TV (1982) (Cameo)
- Hotel (1983) (programa piloto) (Cameo)
- Juzgado de guardia (artista invitado 1986–1992)
- A Spinal Tap Reunion: The 25th Anniversary London Sell-Out (1992)
- Pops Goes the Fourth (1995)
- Seinfeld — episodio "The Jimmy" (1995)
- Sliders — episodio "Greatfellas" (1996)

## Familia
Esposas:
- Candy Toxton (febrero de 1949–1955) (divorciados) 2 hijos;
- Arlene Miles (1956–1965) (divorciados) 1 hijo;
- Janette Scott (1966–1977) (divorciados) 2 hijos;
- Ali Severson (5 de junio de 1984–1999, año de su fallecimiento).

Entre sus hijos destacan por sus actividades: 
- Tracy, guionista y productor;
- Daisy, presentadora;
- James, cantante;
- Steve, cantante y guitarrista.